# Форра
Форра (нем. Vorra) — община  в Германии, в Республике Бавария.
Подчиняется административному округу Средняя Франкония. Входит в состав района Нюрнберг.  Население составляет 1747 человек (на 31 декабря 2010 года). Занимает площадь 22,08 км². Региональный шифр  —  09 5 74 161. Местные регистрационные номера транспортных средств (коды автомобильных номеров) (нем. Kraftfahrzeugkennzeichen) — LAU.
Община подразделяется на 4 сельских округа.

## Население
По оценке на 31 декабря 2015 года население общины составляет 1718 чел.
| Дата      | 1840 | 1871 | 1900 | 1925 | 1939 | 1950 | 1961 | 1970 | 1987 | 2011 |
| --------- | ---- | ---- | ---- | ---- | ---- | ---- | ---- | ---- | ---- | ---- |
| Население | 1028 | 1276 | 1395 | 1329 | 1309 | 2160 | 1794 | 1766 | 1694 | 1690 |

| Год       | 1960 | 1970 | 1980 | 1990 | 2000 | 2009 | 2010 | 2011 | 2012 | 2013 | 2014 | 2015 |
| --------- | ---- | ---- | ---- | ---- | ---- | ---- | ---- | ---- | ---- | ---- | ---- | ---- |
| Население | 1740 | 1758 | 1690 | 2000 | 1883 | 1794 | 1747 | 1691 | 1699 | 1702 | 1698 | 1718 |